# حوذان عديد الأوراق
الحوذان عديد الأوراق (باللاتينية: Ranunculus myriophyllus) نوع نباتي يتبع جنس الحوذان من الفصيلة الحوذانية.

## الموئل والانتشار
موطنه الأصلي بلاد الشام.